# El silencio de la ciudad blanca (película)
El silencio de la ciudad blanca es una película española de suspense dirigida por Daniel Calparsoro. Se estrenó el 25 de octubre de 2019 y obtuvo una recaudación total de 2.316.359,12 € en cines. Constituye una adaptación de la primera entrega de una trilogía de novelas homónima escrita por la vitoriana Eva García Sáenz de Urturi. Fue producida por Atresmedia Cine, Silencio ciudad blanca AIE, Rodar y Rodar y HUGO P27 y, además, contó con participación de Atresmedia, Movistar+, EITB y Netflix.
El largometraje tiene una duración de 110 minutos. Cuenta con un reparto encabezado por Belén Rueda (Alba), Javier Rey (Kraken), Alex Brendemühl (gemelos Ortiz de Zárate) y Aura Garrido (Esti). El Silencio de la ciudad blanca narra la historia del inspector Unai López Ayala, quien tendrá que atrapar a un asesino que lleva actuando veinte años en Vitoria.

## Argumento
La trama se ambienta en Vitoria, en el año 2019. Unai López de Ayala, alias Kraken, es un especialista en perfiles criminales que trabaja como inspector de policía. Al comienzo de la historia, salen a la luz dos cadáveres de jóvenes desnudos en la Catedral Vieja de la capital alavesa. El caso se le asigna a Kraken, quien se verá obligado a hacer frente a un cruel asesino que resulta haber estado actuando en la ciudad durante veinte años. La investigación será un reto para Unai, teniendo en cuenta la habilidad del criminal al que se enfrenta y la manera en que las redes sociales corrompen la investigación.

## Reparto
| Intérprete        | Personaje                       |
| ----------------- | ------------------------------- |
| Javier Rey        | Unai López de Ayala             |
| Aura Garrido      | Estíbaliz Ruiz de Gauna         |
| Belén Rueda       | Alba Díaz de Salvatierra        |
| Manolo Solo       | Mario Santos                    |
| Itziar Ituño      | Dra. Guevara                    |
| Álex Brendemühl   | Tasio e Ignacio Ortiz de Zárate |
| Ramón Barea       | Abuelo                          |
| Sergio Dorado     | Germán López de Ayala           |
| Allende Blanco    | Martina                         |
| Itziar Atienza    | Aitana                          |
| Iker Galartza     | Lutxo                           |
| Kandido Uranga    | Padre de Tasio e Ignacio        |
| Rubén Ochandiano  | Eneko Ruiz de Gauna             |
| Pedro Casablanc   | Óptico                          |
| Ramón Agirre      | Garrido Stocker                 |
| Joseba Apaolaza   | Medina                          |
| Mariano Estudillo | Camarero                        |
| Sara Cozar        | Paula                           |
| Joseba Usabiaga   | Sergio                          |
| Itziar Aizpuru    | Felisa                          |
| Isidoro Fernández | Dueño Pensión                   |
| Txema Blasco      | Don Tiburcio                    |
| Arantxa Aranguren | Regina Muñoz                    |
| Josean Bengoetxea | Venancio Lopidana               |
| Andrea Lareo      | Dependienta                     |
| Itziar Lazkano    | Monja joven                     |
| Beto Mendoza      | Funcionario                     |
| Iker Galartza     | Lutxo (Amigo Cuadrilla)         |
| Kike Biguri       | Policía Gafas                   |
| Jaime Adalid      | Periodista 1                    |
| Xabier Leal       | Padre histérico                 |
| Sandra Aguirre    | Chica patada                    |
| Oihan Lopetegi    | Periodista Convención           |
| Bárbara Rivas     | Barbara Díaz de Antoñana        |
| Ibon Gonzalez     | Víctima chico (20)              |
| Itziar Gutiérrez  | Nerea (Amiga Cuadrilla)         |
| Lorea Morlesin    | Araceli                         |
| Paule Barcenilla  | Felisa joven                    |
| David Blanka      | Asier (Amigo Cuadrilla)         |
| Diana Zaragoza    | Chica desnuda (30)              |
| Isabel Guardiola  | Chica desnuda (25)              |
| Àlex Monner       | Falso Eneko                     |
| Richard Sahagún   | Jota                            |
| Esteban Vieytes   | Esteban vieytes suarez          |

## Producción
El largometraje fue producido por Atresmedia Cine, Rodar y Rodar Cine y Televisión y Silencio Ciudad Blanca y las principales empresas distribuidoras fueron DeAPlaneta para todos los soportes en España y Netflix en Argentina y Singapur.

### Guion
El guion fue elaborado por Alfred Pérez Fargas y Roger Danés en base a la novela de Eva García Sáenz de Urturi, El silencio de la ciudad blanca. El director, Daniel Calparsoro, declaró en una entrevista para La Vanguardia que le persuadió más la novela que su adaptación guionizada. En este sentido, el propio Calparsoro llegó a declarar que, de haberse encargado en primera persona del guion, "el planteamiento habría sido algo distinto".

### Rodaje
El rodaje comenzó el 4 de agosto de 2018 y concluyó el 30 de septiembre de ese mismo año. La película tuvo dos entornos de grabación. Uno de ellos fue la ciudad de Vitoria, donde se trabajó durante 35 días. El otro gran escenario fue Madrid, donde se estuvo filmando a lo largo de 12 días. En un primer momento, Jordi Mollà iba a interpretar a los gemelos Zárate. Sin embargo, fue sustituido finalmente por Alex Brendemühl.
Durante el tiempo de rodaje, se exigió a los actores de la película una gran forma física, ya que debían tener la capacidad de adelantar a la Steadycam en determinadas escenas de acción.  En lo que respecta a la capital alavesa, se incluyeron hasta 17 localizaciones distintas de la ciudad. El protagonista de la trama, Kraken, vive en el número dos de la Plaza de la Virgen Blanca. Desde esta ubicación, se grabaron escenas de la película durante eventos festivos de Vitoria como la Procesión de los Faroles o el chupinazo de fiestas. El lugar donde arranca la película es la Plaza de la Burullería. Allí se sitúa un palacio abandonado donde se construyó el set donde finalizó la historia y se descubrió al asesino. La Catedral Vieja, el cantón de las carnicerías, la muralla medieval, el Jardín de Echanove, la balconada de Miguel, la Casa del Cordón o las oficinas municipales de San Martín son solo algunos de los edificios y enclaves que aparecen en diversos momentos de la trama.
Las notas del director revelaron que algunas escenas tuvieron que rodarse fuera de Vitoria a causa de la imposibilidad de hacerlo con las fiestas locales. Tanto el libro como la película incluyen en su historia las Fiestas de La Blanca, que dan comienzo cada 4 de agosto. Según una tradición con más de 50 años de historia, este día, tras el chupinazo, un muñeco con boina y un paraguas llamado Celedón baja a través de un sistema de poleas desde la iglesia de San Miguel hasta uno de los balcones de la plaza, donde se convierte en humano. Después, camina junto a la multitud y se dirige de vuelta al balcón, donde lee el pregón.

### Banda sonora
El responsable de la banda sonora fue Fernando Velázquez, conocido por su participación en otros proyectos como Un monstruo viene a verme (2016), Hércules (2014) o La cumbre Escarlata (2015).

### Efectos especiales
El equipo de efectos especiales de la película estuvo dirigido por Félix Cordón (coordinador de efectos especiales), Gregory Brossard (supervisor de efectos especiales) y Sergio del Val (técnico de efectos especiales).

## Lanzamiento

### Mercadotecnia
Tres días antes del estreno, los protagonistas de la cinta, Javier Rey y Belén Rueda, visitaron el programa El hormiguero en un acto promocional de la película.  Posteriormente, durante la jornada que precedió al debut oficial de la película tuvo lugar un preestreno de la misma en el Auditorio María de Maeztu del Palacio de Congresos Europa de la ciudad de Vitoria a las 20:30. Además de los actores, el director y la autora de la novela en la que se basa el largometraje, acudieron al acto 450 ciudadanos que consiguieron sus entradas por sorteo.

### Estreno
La película iba a estrenarse en principio el 30 de agosto de 2019, pero la fecha se acabó posponiendo dos meses.  Finalmente se estrenó en España en 25 de octubre de 2019. El 17 de noviembre de ese mismo año fue presentada en el Festival CiBRA. El 6 de marzo de 2020 pasó a estar disponible en internet en Reino Unido, Estados Unidos, Argentina, Países Bajos, Noruega, Polonia y Singapur.

### Calificación por edades
Se trata de una película no recomendada para menores de dieciséis años.

## Recepción
La mejor semana de recaudación del largometraje fue la primera.  En el fin de semana de su estreno, la película de Daniel Calparsoro obtuvo 600.000 euros en taquilla. Esto colocaba la cinta como el segundo mejor estreno semanal, solo por detrás de La Familia Addams (2019).  Un mes después de su estreno, El silencio de la ciudad blanca había percibido 2.186.583 euros. A finales de noviembre la habían visto 435.072 personas, lo que la situaba como la novena película española más vista de 2019 en aquel momento.

### Crítica
La película ha recibido una crítica negativa por parte de muchos sectores, pero hay mucha polarización en cuanto a esta. El sitio web Rotten Tomatoes le otorgó un índice de aprobación del 31% basado en trece comentarios de usuarios.  Por su parte, la web Filmaffinity calificó la película con una nota de 4.7 en base a 1748 votos de sus usuarios.
Miguel Anxo Fernández afirmó en La Voz de Asturias que los personajes de la película “son simples, vaciados por dentro, y algunos incluso tienen cara de acidez crónica de estómago”.  Javier Ocaña, del diario El País, argumenta en la misma línea que “la película lo que provoca es un decepcionante contraste con la vacua pomposidad de la historia con el capricho de sus soluciones argumentales, con lo incluso risible de algunos personajes y situaciones”. Sin embargo, en su crítica destacó positivamente el papel del director, de quien valoraba su capacidad para “ofrecer un estupendo empaque al material que le han ofrecido, filmar con brío y gusto, dotar a cada secuencia de una luz y unos encuadres elegantes, rodar las secuencias de acción con espectacularidad, y aprovechar a la perfección los preciosos escenarios que ofrece Vitoria, incluidas las fiestas populares y las procesiones”.
Federico Marín Bellón ofreció una opinión positiva a través de ABC sobre el largometraje y destacó igualmente al director, a quien calificó como “cineasta con evidente potencia visual y narrativa, que adapta una historia de asesinatos en serie con un reparto que parece un escaparate del cine español”.  Daniel Farriol, fundador de la web universocinema, sostuvo que “es una película fallida y aburrida, caótica estructuralmente e incapaz de generar una pizca de emoción”.